# Kurt Zimmermann (MfS-Mitarbeiter)
Kurt Gerhard Zimmermann (* 25. September 1909 in Auerbach/Vogtl.; † 18. Dezember 1983 in Berlin) war ein deutscher Polizist, Stasimitarbeiter und von 1961 bis 1964 Leiter der für die Bewachung von Haftanstalten zuständigen Abteilung XVI des Ministeriums für Staatssicherheit (MfS).

## Leben
1909 in Auerbach im Vogtland geboren absolvierte Zimmermann von 1916 bis 1924 die Volksschule und nahm danach eine Lehre als Maurer auf. 1929 trat Zimmermann der KPD bei. Ab 1936 arbeitete er als Kraftfahrer und übte diese Tätigkeit nach seiner Einberufung 1940 auch bei der Wehrmacht aus. Am 3. September 1944 geriet er in Rumänien in sowjetische Kriegsgefangenschaft und durchlief die Gefangenenlager Georgewsk, Pitschnik und Melitopol. Dort besuchte er die Antifa-Schule und wurde im März 1949 entlassen.
Anschließend nahm er eine Anstellung als Wachtmeister und Krad-Fahrer beim Volkspolizeikreisamt (VPKA) Auerbach an. Im selben Jahr trat Zimmermann der SED bei. Zum 1. August 1950 erfolgte seine Einstellung beim Ministerium für Staatssicherheit in Berlin. Dort war er zunächst bei der für die Westarbeit zuständigen Abteilung IV tätig, ehe er im Juni 1952 aus gesundheitlichen Gründen zur Abteilung XIV (Gefängnisverwaltung) versetzt wurde. Dort übernahm er die Leitung eines operativen Referates und wurde im September 1956 zwischenzeitlich sogar zum kommissarischen Leiter der Abteilung XIV ernannt. Im Sommer 1960 wechselte er als stellvertretender Leiter zur neugegründeten Abteilung XVI (Sicherung Haftanstalten). Dort arbeitete er als so genannter Stellvertreter W(irtschaft). 1959 wurde Zimmermann zum Major befördert. Als Nachfolger des verstorbenen Paul Rumpelt übernahm er im Januar 1961 die Leitung der Abteilung XVI. 1964 wurde er zum stellvertretenden Abteilungsleiter der Hauptabteilung (HA) Verwaltung und Wirtschaft ernannt. Am 15. Juni 1972 wurde Kurt Zimmermann als Rentner aus dem Dienst des MfS entlassen. 1974 erhielt er den Vaterländischen Verdienstorden in Bronze.